# Jaridih Bazar
Jaridih Bazar è una suddivisione dell'India, classificata come census town, di 30.091 abitanti, situata nel distretto di Bokaro, nello stato federato del Jharkhand. In base al numero di abitanti la città rientra nella classe III (da 20.000 a 49.999 persone).

## Geografia fisica
La città è situata a 23° 37' 60 N e 86° 4' 0 E e ha un'altitudine di 255 m s.l.m..

## Società

### Evoluzione demografica
Al censimento del 2001 la popolazione di Jaridih Bazar assommava a 30.091 persone, delle quali 16.153 maschi e 13.938 femmine. I bambini di età inferiore o uguale ai sei anni assommavano a 4.357, dei quali 2.213 maschi e 2.144 femmine. Infine, coloro che erano in grado di saper almeno leggere e scrivere erano 19.191, dei quali 11.870 maschi e 7.321 femmine.